# Consiglio della Provincia autonoma di Bolzano
Il Consiglio della Provincia autonoma di Bolzano (in tedesco: Südtiroler Landtag, in ladino: Cunsëi dla Provinzia autonoma de Bulsan) è il consiglio provinciale di Bolzano. Il Consiglio esercita la funzione legislativa e ha la funzione di controllo nei confronti della giunta provinciale nell'esercizio della sua competenza.

## Competenze
Grazie alle competenze speciali che lo Statuto d'autonomia ha conferito alla provincia, il Consiglio esercita numerose competenze su molte materie, che sono in numero maggiore rispetto a qualsiasi provincia italiana e anche rispetto alle altre regioni d'Italia. Di fatto il potere nelle varie materie del Consiglio della Provincia Autonoma di Bolzano è pari o superiore a quello di una normale regione a statuto ordinario o provincia di una regione autonoma.
Il Consiglio è composto da 35 seggi, i consiglieri provinciali vengono eletti ogni 5 anni in occasione delle elezioni del consiglio provinciale. I consiglieri sono allo stesso tempo membri del Consiglio regionale del Trentino-Alto Adige, che esercita un numero minore di competenze rispetto alle due assemblee provinciali. Il Consiglio provinciale ha inoltre il compito di eleggere il presidente della Provincia autonoma di Bolzano, poiché in Alto Adige non è prevista l'elezione diretta del capo dell'esecutivo.

## Elezione
Il Consiglio provinciale viene eletto ogni 5 anni in occasione delle elezioni provinciali. Gli elettori sono chiamati a votare le liste di partito, scegliendo quattro candidati al loro interno, per scegliere i consiglieri. Non è prevista l'elezione del Presidente della Provincia, la cui nomina è di competenza dell'assise rappresentativa. La normativa vigente non si discosta sostanzialmente da quella in vigore nel XX secolo per l'elezione del Consiglio Regionale, essendosi arenata ogni proposta di riforma davanti alla necessità di tutelare il delicato equilibrio etnico della Provincia.
La ripartizione dei seggi fra le liste avviene sulla base di un sistema elettorale proporzionale puro, con metodo del quoziente Imperiali e dei più alti resti. I candidati consiglieri sono dichiarati eletti nell'ordine delle preferenze riportate. La legge impone la presenza nel Consiglio di almeno un membro di lingua ladina: qualora ciò non accada naturalmente, il candidato ladino più votato, all'interno delle liste che abbiano ottenuto almeno un seggio, ottiene comunque uno scranno sottraendolo al collega di lista il meno votato fra coloro che avrebbero dovuto risultare eletti. Se invece nessuna lista sopra il quoziente ha candidati ladini, viene eletto il candidato più votato tra quelli delle liste escluse dal riparto, togliendo un seggio alla lista meno votata tra quelle ammesse in consiglio coi conteggi "standard".

## Attuale composizione politica
Attualmente nella XVII Legislatura, in base alle elezioni provinciali del 2023, il Consiglio della Provincia Autonoma di Bolzano è così composto:
| Partito            | Partito                          | Seggi |
| ------------------ | -------------------------------- | ----- |
|                    | Südtiroler Volkspartei (SVP)     | 13    |
|                    | Fratelli d'Italia                | 2     |
|                    | Die Freiheitlichen               | 1     |
|                    | Lega Salvini Alto Adige Südtirol | 1     |
|                    | Altre liste locali               | 1     |
| TOTALE GOVERNO     | TOTALE GOVERNO                   | 18    |
|                    | Team K                           | 4     |
|                    | Süd-Tiroler Freiheit             | 4     |
|                    | Gruppo Verde                     | 3     |
|                    | Partito Democratico              | 1     |
|                    | Altre liste locali               | 5     |
| TOTALE OPPOSIZIONE | TOTALE OPPOSIZIONE               | 17    |
| TOTALE SEGGI       | TOTALE SEGGI                     | 35    |

### Consiglieri Provinciali
|  | Consigliere         | Lista                            | Preferenze | Note                                                                        |
|  | ------------------- | -------------------------------- | ---------- | --------------------------------------------------------------------------- |
|  | Arno Kompatscher    | Südtiroler Volkspartei           | 58.775     | Presidente della Provincia Autonoma di Bolzano                              |
|  | Harald Stauder      | Südtiroler Volkspartei           | 5.871      | Capogruppo - Segretario questore                                            |
|  | Philipp Achammer    | Südtiroler Volkspartei           | 16.814     | Assessore Provinciale                                                       |
|  | Daniel Alfreider    | Südtiroler Volkspartei           | 10.920     | Vicepresidente della Provincia Autonoma di Bolzano                          |
|  | Magdalena Amhof     | Südtiroler Volkspartei           | 5.968      | Assessore Provinciale                                                       |
|  | Peter Brunner       | Südtiroler Volkspartei           | 14.375     | Assessore Provinciale                                                       |
|  | Waltraud Deeg       | Südtiroler Volkspartei           | 10.986     |                                                                             |
|  | Franz Thomas Locher | Südtiroler Volkspartei           | 7.777      | Segretario questore - Assessore Regionale                                   |
|  | Hubert Messner      | Südtiroler Volkspartei           | 30.607     | Assessore Provinciale                                                       |
|  | Josef Noggler       | Südtiroler Volkspartei           | 6.117      |                                                                             |
|  | Rosmarie Pamer      | Südtiroler Volkspartei           | 12.290     | Vicepresidente della Provincia Autonoma di Bolzano                          |
|  | Arnold Schuler      | Südtiroler Volkspartei           | 8.340      | Presidente del Consiglio Provinciale                                        |
|  | Luis Walcher        | Südtiroler Volkspartei           | 10.121     | Assessore Provinciale                                                       |
|  | Anna Scarafoni      | Fratelli d'Italia                | 1.641      | Capogruppo                                                                  |
|  | Marco Galateo       | Fratelli d'Italia                | 2.993      | Vicepresidente della Provincia Autonoma di Bolzano                          |
|  | Ulli Mair           | Die Freiheitlichen               | 7.883      | Capogruppo - Assessore Provinciale                                          |
|  | Andreas Leiter      | Freie Fraktion                   | 5.320      | Eletto con Die Freiheitlichen                                               |
|  | Christian Bianchi   | Lega Salvini Alto Adige Südtirol | 3.098      | Capogruppo - Assessore Provinciale                                          |
|  | Angelo Gennaccaro   | La Civica                        | 3.191      | Capogruppo - Vicepresidente del Consiglio Provinciale - Assessore Regionale |

|  | Consigliere            | Lista                    | Preferenze | Note                |
|  | ---------------------- | ------------------------ | ---------- | ------------------- |
|  | Paul Köllensperger     | Team K                   | 15.409     | Capogruppo          |
|  | Alex Ploner            | Team K                   | 5.993      |                     |
|  | Franz Ploner           | Team K                   | 6.950      |                     |
|  | Maria Elisabeth Rieder | Team K                   | 12.496     | Segretario questore |
|  | Sven Knoll             | Süd-Tiroler Freiheit     | 25.290     | Capogruppo          |
|  | Myriam Atz Tammerle    | Süd-Tiroler Freiheit     | 8.825      |                     |
|  | Hannes Rabensteiner    | Süd-Tiroler Freiheit     | 4.624      |                     |
|  | Bernhard Zimmerhofer   | Süd-Tiroler Freiheit     | 4.342      |                     |
|  | Brigitte Foppa         | Gruppo Verde             | 11.772     | Capogruppo          |
|  | Zeno Oberkofler        | Gruppo Verde             | 4.389      |                     |
|  | Madeleine Rohrer       | Gruppo Verde             | 6.412      |                     |
|  | Sandro Repetto         | Partito Democratico      | 2.703      | Capogruppo          |
|  | Jürgen Wirth Anderlan  | Jürgen Wirth Anderlan    | 14.043     | Capogruppo          |
|  | Andreas Colli          | Jürgen Wirth Anderlan    | 4.380      |                     |
|  | Thomas Widmann         | Für Südtirol mit Widmann | 6.928      | Capogruppo          |
|  | Renate Holzeisen       | VITA                     | 5.446      | Capogruppo          |

## Presidenti e Vicepresidenti del consiglio
La presidenza del consiglio della Provincia autonoma di Bolzano va per la prima metà di ogni legislatura ad un consigliere di madrelingua tedesca, mentre per la seconda metà ad uno di lingua italiana. Può essere eletto anche un consigliere ladino, previo assenso della maggioranza degli eletti del gruppo linguistico in luogo del quale assume la carica.
Vengono poi eletti uno o due vicepresidenti, di gruppo linguistico diverso da quello del presidente (quello ladino, viene eletto solo se è presente in consiglio un secondo consigliere ladino oltre a quello che necessariamente entrerà a far parte della Giunta).
| Legislatura | Periodo                                                                                            | Presidente                                                      | Vicepresidente/i                                                        |                      |                        |
| ----------- | -------------------------------------------------------------------------------------------------- | --------------------------------------------------------------- | ----------------------------------------------------------------------- | -------------------- | ---------------------- |
| I           | 20 dicembre 1948 - 29 dicembre 1950                                                                | Silvius Magnago (SVP)                                           | Luigi Negri (DC)                                                        |                      |                        |
| I           | 30 dicembre 1950 - 19 dicembre 1952                                                                | Luigi Negri (DC)                                                | Silvius Magnago (SVP)                                                   |                      |                        |
| II          | 20 dicembre 1952 - 19 dicembre 1954                                                                | Silvius Magnago (SVP)                                           | Decio Molignoni (PSDI)                                                  |                      |                        |
| II          | 20 dicembre 1954 - 14 dicembre 1956                                                                | Armando Bertorelle (DC)                                         | Silvius Magnago (SVP)                                                   |                      |                        |
| III         | 15 dicembre 1956 - 22 dicembre 1958                                                                | Silvius Magnago (SVP)                                           | Armando Bertorelle (DC)                                                 |                      |                        |
| III         | 23 dicembre 1958 - 30 dicembre 1960                                                                | Armando Bertorelle (DC)                                         | Silvius Magnago (SVP)                                                   |                      |                        |
| IV          | 31 dicembre 1960 - 14 dicembre 1962                                                                | Alois Pupp (SVP)                                                | Silvio Nicolodi (PSI)                                                   |                      |                        |
| IV          | 15 dicembre 1962 - 14 dicembre 1964                                                                | Silvio Nicolodi (PSI)                                           | Alois Pupp (SVP)                                                        |                      |                        |
| V           | 15 dicembre 1964 - 14 dicembre 1966                                                                | Alois Pupp (SVP)                                                | Silvio Nicolodi (PSI)                                                   |                      |                        |
| V           | 15 dicembre 1966 - 15 novembre 1967 16 novembre 1967 - 13 dicembre 1968                            | Decio Molignoni (PSDI) Silvio Nicolodi (PSI)                    | Alois Pupp (SVP)                                                        |                      |                        |
| VI          | 14 dicembre 1968 - 13 dicembre 1970                                                                | Robert von Fioreschy (SVP)                                      | Silvio Nicolodi (PSI)                                                   |                      |                        |
| VI          | 14 dicembre 1970 - 14 giugno 1973 15 giugno 1973 - 13 dicembre 1973                                | Silvio Nicolodi (PSI)                                           | Hermann Nicolussi Leck (SVP) Robert von Fioreschy (SVP)                 |                      |                        |
| VII         | 14 dicembre 1973 - 14 marzo 1974 15 marzo 1974 - 16 giugno 1976                                    | Karl Vaja (SVP)                                                 | Silvio Nicolodi (PSI) Decio Molignoni (PSDI)                            |                      |                        |
| VII         | 16 giugno 1976 - 1º luglio 1976 2 luglio 1976 - 14 dicembre 1978                                   | Decio Molignoni (PSDI)                                          | Karl Vaja (SVP) Alois Durnwalder (SVP)                                  |                      |                        |
| VIII        | 15 dicembre 1978 - 26 luglio 1979 27 luglio 1979 - 14 giugno 1981                                  | Joachim Dalsass (SVP) Erich Achmüller (SVP)                     | Aldo Balzarini (DC)                                                     |                      |                        |
| VIII        | 15 giugno 1981 - 13 dicembre 1983                                                                  | Giuseppe Sfondrini (PSI)                                        | Matthias Ladurner Parthanes (SVP)                                       |                      |                        |
| IX          | 14 dicembre 1983 - 7 maggio 1984 8 maggio 1984 - 16 giugno 1986                                    | Erich Achmüller (SVP) Waltraud Gebert-Deeg (SVP)                | Giancarlo Bolognini (DC) Rolando Boesso (PRI)                           |                      |                        |
| IX          | 17 giugno 1986 - 30 gennaio 1988 4 febbraio 1988 - 13 dicembre 1988                                | Rolando Boesso (PRI)                                            | Waltraud Gebert-Deeg (SVP) Oskar Peterlini (SVP)                        |                      |                        |
| X           | 14 dicembre 1988 - 1º settembre 1990 13 settembre 1990 - 13 giugno 1991                            | Rosa Franzelin Werth (SVP)                                      | Aldo Balzarini (DC) Alessandro Pellegrini (DC)                          |                      |                        |
| X           | 14 giugno 1991 - 16 febbraio 1993 17 febbraio 1993 - 13 dicembre 1993                              | Alessandro Pellegrini (DC) Romano Viola (PDS)                   | Rosa Franzelin Werth (SVP) Robert Kaserer (SVP)                         |                      |                        |
| XI          | 14 dicembre 1993 - 11 febbraio 1994 12 febbraio 1994 - 13 giugno 1996                              | Sabina Kasslatter Mur (SVP)                                     | Michele di Puppo (DC, poi PPI) Alessandra Zendron (Verdi)               |                      |                        |
| XI          | 14 giugno 1996 - 17 dicembre 1998                                                                  | Umberto Montefiori (LN)                                         | Sabina Kasslatter Mur (SVP)                                             |                      |                        |
| XII         | 18 dicembre 1998 - 1º marzo 1999 2 marzo 1999 - 17 giugno 2001                                     | Hermann Thaler (SVP)                                            | Marialuisa Gnecchi (Progetto Centrosinistra) Alessandra Zendron (Verdi) |                      |                        |
| XII         | 18 giugno 2001 - 17 novembre 2003                                                                  | Alessandra Zendron (Verdi)                                      | Hermann Thaler (SVP)                                                    |                      |                        |
| XII         | 18 giugno 2001 - 17 novembre 2003                                                                  | Alessandra Zendron (Verdi)                                      | Carlo Willeit (Ladins)                                                  |                      |                        |
| XIII        | 18 novembre 2003 - 17 dicembre 2003 18 dicembre 2003 - 17 maggio 2006                              | Richard Theiner (SVP) Veronika Stirner Brantsch                 | Giorgio Holzmann (AN)                                                   |                      |                        |
| XIII        | 18 maggio 2006 - 17 novembre 2008                                                                  | Riccardo Dello Sbarba (Verdi)                                   | Rosa Thaler Zelger (SVP)                                                |                      |                        |
| XIV         | 18 novembre 2008 - 18 dicembre 2008 19 dicembre 2008 - 25 gennaio 2011 2 marzo 2011-17 maggio 2011 | Dieter Steger (SVP) Dieter Steger (SVP) Julia Unterberger (SVP) | Barbara Repetto (PD) Mauro Minniti (PdL) Mauro Minniti (PdL)            |                      |                        |
| XIV         | 18 maggio 2011-1º gennaio 2013 15 gennaio 2013 - 26 ottobre 2013                                   | Mauro Minniti (PdL, poi La Destra) Maurizio Vezzali (PdL)       | Julia Unterberger (SVP)                                                 |                      |                        |
| XV          | 22 novembre 2013 - 16 gennaio 2014 17 gennaio 2014 - 23 maggio 2016                                | Martha Stocker (SVP) Thomas Widmann (SVP)                       | Roberto Bizzo (PD)                                                      |                      |                        |
| XV          | 23 maggio 2016 - 13 novembre 2018                                                                  | Roberto Bizzo (PD)                                              | Thomas Widmann (SVP)                                                    |                      |                        |
| XVI         | 14 novembre 2018-25 gennaio 2019                                                                   | Thomas Widmann (SVP)                                            | Massimo Bessone (Lega)                                                  |                      |                        |
| XVI         | 14 novembre 2018-25 gennaio 2019                                                                   | Thomas Widmann (SVP)                                            | Daniel Alfreider (SVP)                                                  |                      |                        |
| XVI         | 25 gennaio 2019-13 maggio 2021                                                                     | Josef Noggler (SVP)                                             | Rita Mattei (Lega)                                                      |                      |                        |
| XVI         | 25 gennaio 2019-13 maggio 2021                                                                     | Josef Noggler (SVP)                                             | Manfred Vallazza (SVP)                                                  |                      |                        |
| XVI         | 14 maggio 2021-13 novembre 2023                                                                    | Rita Mattei (Lega)                                              | Josef Noggler (SVP)                                                     |                      |                        |
| XVI         | 14 maggio 2021-13 novembre 2023                                                                    | Rita Mattei (Lega)                                              | Manfred Vallazza (SVP)                                                  |                      |                        |
| XVII        | 13 novembre 2023- 1 febbraio 2023                                                                  | Josef Noggler (SVP)                                             | Marco Galateo (FdI)                                                     |                      |                        |
| XVII        | 13 novembre 2023- 1 febbraio 2023                                                                  | Josef Noggler (SVP)                                             | 1 febbraio 2023-in carica                                               | Arnold Schuler (SVP) | Angelo Gennaccaro (LC) |